# Kur
En mitología sumeria, Kur fue una serpiente dragón de aspecto monstruoso. El significado etimológico de Kur es "montaña". Dice la leyenda que vivía en el inframundo y que había raptado a Ereshkigal, reino del cual ella se convirtió en reina. Aparentemente él habría sido un Anunnaki, hermano de Nergal, hijo de Ninlil y de Enlil.
- Datos: Q629219